# New Hope (Tennessee)
New Hope és una població dels Estats Units a l'estat de Tennessee. Segons el cens del 2000 tenia 1.043 habitants.

## Demografia
Segons el cens del 2000, New Hope tenia 1.043 habitants, 400 habitatges, i 303 famílies. La densitat de població era de 39 habitants/km².
Dels 400 habitatges en un 36,3% hi vivien nens de menys de 18 anys, en un 63,8% hi vivien parelles casades, en un 8,8% dones solteres, i en un 24,3% no eren unitats familiars. En el 21,8% dels habitatges hi vivien persones soles el 8,3% de les quals corresponia a persones de 65 anys o més que vivien soles. El nombre mitjà de persones vivint en cada habitatge era de 2,61 i el nombre mitjà de persones que vivien en cada família era de 3,02.
Per edats la població es repartia de la següent manera: un 26,7% tenia menys de 18 anys, un 6,4% entre 18 i 24, un 31,4% entre 25 i 44, un 26,6% de 45 a 60 i un 8,9% 65 anys o més.
L'edat mediana era de 36 anys. Per cada 100 dones de 18 o més anys hi havia 88,9 homes.
La renda mediana per habitatge era de 35.179 $ i la renda mediana per família de 38.500 $. Els homes tenien una renda mediana de 31.771 $ mentre que les dones 23.438 $. La renda per capita de la població era de 15.424 $. Entorn del 13% de les famílies i el 14,8% de la població estaven per davall del llindar de pobresa.

## Poblacions més properes
El següent diagrama mostra les poblacions més properes.